# Pak Čchol-čin
Pak Čchol-čin (korejsky: 박철진; hanča: 朴哲鎮; * 5. září 1985) je severokorejský fotbalový záložník. V současné době hraje za Amrokgang v severokorejské fotbalové lize.
Hrál v severokorejském týmu, který se kvalifikoval na Mistrovství světa ve fotbale 2010 v Jižní Africe.